# 本銭返
本銭返（ほんせんがえし）とは、中世日本における不動産売買の形態で、売主は売却代金（本銭）を買主に返却すればいつでも買い戻すことが出来るという特約付きの契約である。なお、売買の対価が銀であった場合は本銀返（ほんぎんがえし）、米であった場合には本物返（ほんものがえし）と称した。

## 概要
古代においては、不動産の売買は元の持ち主である売主がその不動産に関する権利を喪失することにはならず、将来的には請戻し、買戻しが行われるものと考えられていた。平安時代末期には当該不動産を購入した買主に不都合なことが発覚した場合には、売主に不動産を返却して本銭を返還してもらう特約が売券などに記載されるようになっていたが、鎌倉時代に入るとこの権利は売主側に対しても認められるようになり、本銭を買主を返却して買い戻すことを可能とする特約が盛り込まれるようになった。鎌倉幕府が御家人救済のために本銭返による所領買い戻しを認めた法令が永仁の徳政令であり、その後の徳政令の範囲拡大とともに本銭返の慣習も社会に広まっていき、室町時代に特に盛んになった。
本銭返には大きく分けて4つの形態が存在する。
- 無年季有合次第請戻特約（むねんきありあいしだいうけもどしとくやく）

期間を定めずに本銭を払えばいつでも買い戻せる。期限は永久的であるため、買戻しの権利は売主の相続人に継承される。
- 年季明請戻特約（ねんきあけうけもどしとくやく）

一定期間経過以後に本銭を払えばいつでも買い戻せる。
- 年季明流特約（ねんきあけながれときやく）

一定期間経過以前に本銭を払えばいつでも買い戻せる。
- 元利消却請戻特約（がんりしょうきゃくうけもどしとくやく）

買主が該当不動産から得られた収益が本銭金額の2倍に達した場合、自動的に権利が売主に戻される。この場合、売主は実際に本銭を払うことはない。
本銭返と質入や年期売との違いは必ずしも明確でない場合があり、実際の取引形態としては売買と質契約の中間的な性質を持っていたとも考えられている。農村社会では江戸時代に入るまで本銭返の特約が行われていた。